# Rhein Fire
Rhein Fire je profesionální tým amerického fotbalu, který vznikl v roce 1995 v německém městě Düsseldorf, od roku 2022 hraje tým v European League of Football.

## Stadion
Domácím stadionem klubu je Schauinsland-Reisen-Arena v Duisburgu která má kapacitu 31,500 diváků. Stadion používají společně s forbalovým klubem MSV Duisburg který hraje třetí nejvyšší německou fotbalovou ligu.

## Historie
Klub vznikl v roce 1995 v německém městě Düsseldorf jako jeden z nových týmů World League of American Football, která byla později přejmenovaná na NFL Europe. Klub Rhein Fire fungoval a funguje v letech 1995–2007 a 2022. V roce 1998 a 2000 vyhrál World Bowl. Roku 2002 se také dostal do World Bowlu, ve byl však poražen týmem Berlin Thunder 20:26.V roce 2022 byl klub obnoven a přihlášen do druhého ročníku European League of Football což je od roku 2021 následovník NFL Europe, která se hrála v Evropě do roku 2007.